# Vuelta a España 2023/5. Etappe
Die 5. Etappe der Vuelta a España 2023 fand am 30. August 2023 statt und leitete die 78. Austragung des spanischen Etappenrennens weiter in Richtung Süden. Die Strecke führte von Morella über 186,2 hüglige Kilometer nach Borriana und befand sich somit ausschließlich in der Valencianischen Gemeinschaft. Nach der Zielankunft hatten die Fahrer insgesamt 725,9 Kilometer absolviert, was 22,9 % der Gesamtdistanz der Rundfahrt entspricht.
Im Massensprint setzte sich erneut der Australier Kaden Groves (Alpecin-Deceuninck) durch. Remco Evenepoel (Soudal Quick-Step) verteidigte das Rote Trikot.

## Streckenführung
Nach dem Start in Morella absolvierten die Fahrer die ersten 23 Kilometer auf einem Hochplateau in rund 1000 Meter Höhe, ehe bei Ares del Maestrat eine längere Abfahrt folgte. Im Anschluss begann die Straße phasenweise wieder vermehrt anzusteigen und führte nach Culla, das bei Kilometer 46,5 erreicht wurde. Im Hinterland von Castelló de la Plana ging es im Anschluss in wenig besiedeltem Gebiet weiter in Richtung Süden, wobei die Strecke stetig leicht abfiel. Useras, L'Alcora und Onda wurden etwa zur Hälfte der Renndistanz durchfahren, ehe die Straße erneut zu steigen begann und durch den Parc Natural de la Serra d'Espadà führte. Hier wurde 53,7 Kilometer vor dem Ziel mit dem Collado de la Ibola (793 m) ein Anstieg der 2. Kategorie überquert, der auf einer Länge von 11,4 Kilometern eine durchschnittliche Steigung von 3,9 % aufwies. Die nachfolgende Abfahrt führte nach Soneja, ehe eine kurze nicht-kategorisierte Gegensteigung bei Azuébar folgte. Die letzten 30 Kilometer führten leicht abschüssig über La Vall d’Uixó und Nules zum Zielort Borriana. In Nules wurde 11,4 Kilometer vor dem Ziel der einzige Zwischensprint ausgefahren, bei dem auch Zeitbonifikationen für das Gesamtklassement vergeben wurden.
|                            | Ort                 | Kilometer | Länge (km) | Höhe (m) | Ø Steigung |
| -------------------------- | ------------------- | --------- | ---------- | -------- | ---------- |
| Start                      | Morella             | 0,0       |            |          |            |
| Bergwertung (2. Kategorie) | Collado de la Ibola | 132,5     | 11,4       | 793      | 3,9 %      |
| Zwischensprint             | Nules               | 174,8     |            |          |            |
| Bonussprint                | Nules               | 174,8     |            |          |            |
| Ziel                       | Borriana            | 186,2     |            |          |            |

## Rennverlauf
Mit Bryan Coquard (Cofidis), Ruben Guerreiro (Movistar) und Kobe Goossens (Intermarché-Circus-Wanty) gingen drei Fahrer nicht an den Start der 5. Etappe. Noch vor dem offiziellen Start kam Eddie Dunbar (Jayco AlUla) zu Sturz und gab das Rennen in weiterer Folge auf. Nach rund 15 Kilometer setzte sich mit Eric Antonio Fagundez (Burgos-BH) ein Fahrer ab, der einen maximalen Vorsprung von rund fünf Minuten herausfuhr. Etwa zur Hälfte der Distanz stieg mit Filippo Zana ein weiterer Fahrer des Team Jayco AlUla aus. Im Anstieg des Collada de la Ibola löste sich Eduardo Sepúlveda (Lotto Dstny) vom Hauptfeld und schloss die Lücke zu Eric Antonio Fagundez. Im Anschluss distanzierte er ihn und erreichte als Erster die Kuppe des Anstiegs der 2. Kategorie, womit er seine Führung in der Bergwertung weiter ausbaute. Rund 40 Kilometer vor dem Ziel wurden beide Fahrer von Hauptfeld gestellt, dass geschlossen ins Finale ging.
Beim Zwischensprint in Nules, rund elf Kilometer vor dem Ziel, sicherte sich Remco Evenepoel (Soudal Quick-Step) sechs Bonussekunden. Dahinter folgten Kaden Groves (Alpecin-Deceuninck) und Casper Pedersen (Soudal Quick-Step), die die verbliebenen Zeitbonifikationen holten. Rund drei Kilometer vor dem Ziel kam es zu einem Massensturz in einem Kreisverkehr, in den auch Sebastián Molano (UAE Team Emirates) und Milan Menten (Lotto Dstny) involviert. Auf den letzten Metern eröffnete Filippo Ganna (Ineos Grenadiers) den Sprint früh, konnte Kaden Groves jedoch nicht passieren, der aus einer besseren Position losgefahren war und seinen zweiten Vuelta-a-España-Sieg in Folge feierte. Platz drei ging an Dries Van Gestel (TotalEnergies).
In der Gesamtwertung baute Remco Evenepoel seinen Vorsprung aufgrund der Zeitbonifikationen auf elf Sekunden aus. Mit Ausnahme von Romain Bardet (DSM-Firmenich), der mehr als fünf Minuten einbüßte, kam es in der Gesamtwertung zu keinen nennenswerten Veränderungen. Mit seinem zweiten Etappensieg baute Kaden Groves seine Führung in der Punktewertung weiter aus, während auch Eduardo Sepúlveda seinen Vorsprung in der Bergwertung vergrößerte. In der Mannschaftswertung blieb weiterhin das Team Jumbo-Visma an der Spitze und Eric Antonio Fagundez erhielt die Auszeichnung des kämpferischsten Fahrers. Aufgrund der drei nicht gestarteten Fahrer und der zwei Aufgaben, verblieben noch 169 Fahrer im Rennen.

## Ergebnis
| \| Etappenergebnis \| Etappenergebnis \| Etappenergebnis \| Etappenergebnis \| Etappenergebnis \| \| Fahrer \| Fahrer \| Land \| Team \| Zeit \| \| --------------- \| -------------------- \| ---------------------- \| ---------------------- \| --------------- \| \| 1. \| Kaden Groves \| Australien \| Alpecin-Deceuninck \| 4 h 23 min 43 s \| \| 2. \| Filippo Ganna \| Italien \| Ineos Grenadiers \| + 0 s \| \| 3. \| Dries Van Gestel \| Belgien \| TotalEnergies \| + 0 s \| \| 4. \| Alberto Dainese \| Italien \| Team DSM-Firmenich \| + 0 s \| \| 5. \| Lewis Askey \| Vereinigtes Königreich \| Groupama-FDJ \| + 0 s \| \| 6. \| Edward Theuns \| Belgien \| Lidl-Trek \| + 0 s \| \| 7. \| David González López \| Spanien \| Caja Rural-Seguros RGA \| + 0 s \| \| 8. \| Geoffrey Soupe \| Frankreich \| TotalEnergies \| + 0 s \| \| 9. \| Jesús Ezquerra \| Spanien \| Burgos-BH \| + 0 s \| \| 10. \| Jarrad Drizners \| Australien \| Lotto Dstny \| + 0 s \| |                      |                        |                        |                 |
| |                      |                        |                        |                 |
| Quelle: ProCyclingStats |                      |                        |                        |                 |
| Etappenergebnis |                      |                        |                        |                 |
| Fahrer | Fahrer               | Land                   | Team                   | Zeit            |
| 1. | Kaden Groves         | Australien             | Alpecin-Deceuninck     | 4 h 23 min 43 s |
| 2. | Filippo Ganna        | Italien                | Ineos Grenadiers       | + 0 s           |
| 3. | Dries Van Gestel     | Belgien                | TotalEnergies          | + 0 s           |
| 4. | Alberto Dainese      | Italien                | Team DSM-Firmenich     | + 0 s           |
| 5. | Lewis Askey          | Vereinigtes Königreich | Groupama-FDJ           | + 0 s           |
| 6. | Edward Theuns        | Belgien                | Lidl-Trek              | + 0 s           |
| 7. | David González López | Spanien                | Caja Rural-Seguros RGA | + 0 s           |
| 8. | Geoffrey Soupe       | Frankreich             | TotalEnergies          | + 0 s           |
| 9. | Jesús Ezquerra       | Spanien                | Burgos-BH              | + 0 s           |
| 10. | Jarrad Drizners      | Australien             | Lotto Dstny            | + 0 s           |

## Gesamtstände
| \| Gesamtwertung \| Gesamtwertung \| Gesamtwertung \| Gesamtwertung \| Gesamtwertung \| \| Fahrer \| Fahrer \| Land \| Team \| Zeit \| \| ------------- \| ----------------- \| ---------------- \| ----------------- \| ---------------- \| \| 1. \| Remco Evenepoel \| Belgien \| Soudal Quick-Step \| 17 h 12 min 29 s \| \| 2. \| Enric Mas \| Spanien \| Movistar Team \| + 11 s \| \| 3. \| Lenny Martinez \| Frankreich \| Groupama-FDJ \| + 17 s \| \| 4. \| Jonas Vingegaard \| Dänemark \| Jumbo-Visma \| + 37 s \| \| 5. \| Alexander Wlassow \| Neutrales Banner \| Bora-Hansgrohe \| + 39 s \| \| 6. \| Cian Uijtdebroeks \| Belgien \| Bora-Hansgrohe \| + 39 s \| \| 7. \| Primož Roglič \| Slowenien \| Jumbo-Visma \| + 43 s \| \| 8. \| Juan Ayuso \| Spanien \| UAE Team Emirates \| + 44 s \| \| 9. \| Marc Soler \| Spanien \| UAE Team Emirates \| + 48 s \| \| 10. \| João Almeida \| Portugal \| UAE Team Emirates \| + 48 s \| |                   |                  |                   |                  |
| |                   |                  |                   |                  |
| Quelle: ProCyclingStats |                   |                  |                   |                  |
| Gesamtwertung |                   |                  |                   |                  |
| Fahrer | Fahrer            | Land             | Team              | Zeit             |
| 1. | Remco Evenepoel   | Belgien          | Soudal Quick-Step | 17 h 12 min 29 s |
| 2. | Enric Mas         | Spanien          | Movistar Team     | + 11 s           |
| 3. | Lenny Martinez    | Frankreich       | Groupama-FDJ      | + 17 s           |
| 4. | Jonas Vingegaard  | Dänemark         | Jumbo-Visma       | + 37 s           |
| 5. | Alexander Wlassow | Neutrales Banner | Bora-Hansgrohe    | + 39 s           |
| 6. | Cian Uijtdebroeks | Belgien          | Bora-Hansgrohe    | + 39 s           |
| 7. | Primož Roglič     | Slowenien        | Jumbo-Visma       | + 43 s           |
| 8. | Juan Ayuso        | Spanien          | UAE Team Emirates | + 44 s           |
| 9. | Marc Soler        | Spanien          | UAE Team Emirates | + 48 s           |
| 10. | João Almeida      | Portugal         | UAE Team Emirates | + 48 s           |

| Punktewertung | Punktewertung        | Punktewertung          | Punktewertung          | Punktewertung |
| Fahrer        | Fahrer               | Land                   | Team                   | Punkte        |
| ------------- | -------------------- | ---------------------- | ---------------------- | ------------- |
| 1.            | Kaden Groves         | Australien             | Alpecin-Deceuninck     | 122 P.        |
| 2.            | Andrea Vendrame      | Italien                | AG2R Citroën Team      | 62 P.         |
| 3.            | Remco Evenepoel      | Belgien                | Soudal Quick-Step      | 45 P.         |
| 4.            | Dries Van Gestel     | Belgien                | TotalEnergies          | 38 P.         |
| 5.            | Edward Theuns        | Belgien                | Lidl-Trek              | 35 P.         |
| 6.            | Andreas Kron         | Dänemark               | Lotto Dstny            | 30 P.         |
| 7.            | Sebastián Molano     | Kolumbien              | UAE Team Emirates      | 30 P.         |
| 8.            | David González López | Spanien                | Caja Rural-Seguros RGA | 30 P.         |
| 9.            | Lewis Askey          | Vereinigtes Königreich | Groupama-FDJ           | 27 P.         |
| 10.           | Marijn van den Berg  | Niederlande            | EF Education-EasyPost  | 26 P.         |

| Bergwertung | Bergwertung       | Bergwertung | Bergwertung           | Bergwertung |
| Fahrer      | Fahrer            | Land        | Team                  | Punkte      |
| ----------- | ----------------- | ----------- | --------------------- | ----------- |
| 1.          | Eduardo Sepúlveda | Argentinien | Lotto Dstny           | 21 P.       |
| 2.          | Remco Evenepoel   | Belgien     | Soudal Quick-Step     | 10 P.       |
| 3.          | Matteo Sobrero    | Italien     | Team Jayco AlUla      | 6 P.        |
| 4.          | Javier Romo       | Spanien     | Astana Qazaqstan Team | 6 P.        |
| 5.          | Jonas Vingegaard  | Dänemark    | Jumbo-Visma           | 6 P.        |
| 6.          | Damiano Caruso    | Italien     | Bahrain Victorious    | 6 P.        |
| 7.          | Juan Ayuso        | Spanien     | UAE Team Emirates     | 4 P.        |
| 8.          | Lennard Kämna     | Deutschland | Bora-Hansgrohe        | 4 P.        |
| 9.          | Andreas Kron      | Dänemark    | Lotto Dstny           | 3 P.        |
| 10.         | Eric Fagúndez     | Uruguay     | Burgos-BH             | 3 P.        |

| Nachwuchswertung | Nachwuchswertung  | Nachwuchswertung   | Nachwuchswertung       | Nachwuchswertung |
| Fahrer           | Fahrer            | Land               | Team                   | Zeit             |
| ---------------- | ----------------- | ------------------ | ---------------------- | ---------------- |
| 1.               | Remco Evenepoel   | Belgien            | Soudal Quick-Step      | 17 h 12 min 29 s |
| 2.               | Lenny Martinez    | Frankreich         | Groupama-FDJ           | + 17 s           |
| 3.               | Cian Uijtdebroeks | Belgien            | Bora-Hansgrohe         | + 39 s           |
| 4.               | Juan Ayuso        | Spanien            | UAE Team Emirates      | + 44 s           |
| 5.               | João Almeida      | Portugal           | UAE Team Emirates      | + 48 s           |
| 6.               | Thymen Arensman   | Niederlande        | Ineos Grenadiers       | + 51 s           |
| 7.               | Sean Quinn        | Vereinigte Staaten | EF Education-EasyPost  | + 1 min 45 s     |
| 8.               | Attila Valter     | Ungarn             | Jumbo-Visma            | + 2 min 23 s     |
| 9.               | Abel Balderstone  | Spanien            | Caja Rural-Seguros RGA | + 2 min 42 s     |
| 10.              | Javier Romo       | Spanien            | Astana Qazaqstan Team  | + 2 min 45 s     |

| Mannschaftswertung | Mannschaftswertung     | Mannschaftswertung           | Mannschaftswertung |
| Team               | Team                   | Land                         | Zeit               |
| ------------------ | ---------------------- | ---------------------------- | ------------------ |
| 1.                 | Jumbo-Visma            | Niederlande                  | 51 h 03 min 32 s   |
| 2.                 | UAE Team Emirates      | Vereinigte Arabische Emirate | + 5 s              |
| 3.                 | Bora-Hansgrohe         | Deutschland                  | + 32 s             |
| 4.                 | Bahrain Victorious     | Bahrain                      | + 2 min 20 s       |
| 5.                 | Ineos Grenadiers       | Vereinigtes Königreich       | + 3 min 06 s       |
| 6.                 | EF Education-EasyPost  | Vereinigte Staaten           | + 3 min 30 s       |
| 7.                 | Movistar Team          | Spanien                      | + 4 min 03 s       |
| 8.                 | Soudal Quick-Step      | Belgien                      | + 7 min 34 s       |
| 9.                 | Arkéa-Samsic           | Frankreich                   | + 8 min 31 s       |
| 10.                | Caja Rural-Seguros RGA | Spanien                      | + 12 min 12 s      |

## Ausgeschiedene Fahrer
- Kobe Goossens (Intermarché-Circus-Wanty): nahm die Etappe wegen einer Schnittwunde am Knie nicht in Angriff.[4]
- Ruben Guerreiro (Movistar Team): nahm die Etappe wegen eines Schlüsselbeinbruchs nicht in Angriff.[4]
- Bryan Coquard (Cofidis): nahm die Etappe wegen eines gebrochenen Schulterblatts nicht in Angriff.[4]
- Eddie Dunbar (Team Jayco AlUla): gab das Rennen nach einem Sturz in Neutralisation auf.[4]
- Filippo Zana (Team Jayco AlUla): beendete die Etappe wegen Magenproblemen nicht.[4]